# Paratropus pescheli
Paratropus pescheli är en skalbaggsart som beskrevs av Kanaar 1997. Paratropus pescheli ingår i släktet Paratropus och familjen stumpbaggar. Inga underarter finns listade i Catalogue of Life.